# Rioraja agassizii
Rioraja agassizii és una espècie de peix de la família dels raids i de l'ordre dels raïformes.

## Morfologia
- Els mascles poden assolir 33 cm de longitud total.[3][4]

## Reproducció
És ovípar i les femelles ponen càpsules d'ous, les quals presenten com unes banyes a la closca.

## Alimentació
Menja crustacis, mol·luscs i peixos.

## Hàbitat
És un peix marí, de clima subtropical i demersal que viu fins als 130 m de fondària.

## Distribució geogràfica
Es troba a l'oceà Atlàntic sud-occidental: des d'Espírito Santo (el Brasil) fins a l'Argentina.

## Observacions
És inofensiu per als humans.